# Otto Claussen Iberri
Otto Guillermo Claussen Iberri (Guaymas, Sonora, 10 de febrero de 1964) es un político y abogado mexicano, quien se desempeñó como Presidente municipal de Guaymas entre 2012 y 2015, también fue Diputado local entre 2009 y 2012.

## Primeros años
Otto Nació en guaymas el 10 de febrero de 1964, hijo del ExPresidente Municipal Enrique Clausen Bustillos y de Alicia Iberri Márquez.

## Vida política
Otto Claussen es miembro del Partido Revolucionario Institucional, se desempeñó como presidente municipal de guaymas entre 2012 y 2015
y Diputado local en 2009 y 2012, fue candidato diputado federal del IV Distrito de sonora con cabecera Guaymas.